# Keinusaari
Keinusaari est un quartier d'Hämeenlinna en Finlande.

## Présentation
Keinusaari est séparé du centre-ville à l'ouest par le Vanajavesi et à l'est par le chemin de fer et le quartier Hätilä.
Keinusaari abrite de nombreux services dont le centre culturel Verkatehdas, les archives provinciales, la gare d'Hämeenlinna, le centre medical de Viipurintie, le musée d'Art d'Hämeenlinna, l'Hôtel Vaakuna et le centre Keinukamari.